# Maigret à New York
Maigret à New York est un roman policier de Georges Simenon publié en 1947 aux Presses de la Cité. Il fait partie de la série des Maigret. Son écriture s'est déroulée entre les 27 février et le 7 mars 1946 à Sainte-Marguerite-du-Lac-Masson (Québec), Canada.
Le roman se déroule à Meung-sur-Loire et à New York, dans les années 1940. Le séjour de Maigret a lieu à la fin de l’hiver et dure moins de deux semaines.

## Résumé
Maigret est un jour tiré de sa retraite, à Meung-sur-Loire, par un très jeune homme qu'accompagne un vieux notaire de famille qui le cautionne. Jean Maura est inquiet au sujet de son père, homme d'affaires considérable qui habite New York : ses lettres, toujours d'une grande affection, le montrent angoissé depuis quelque temps. Maigret accepte d'accompagner Jean Maura à New York.
Au moment de débarquer, Jean Maura disparaît inexplicablement. Le commissaire réussit à joindre son père qui, très occupé, le renvoie à son secrétaire Mac Gill. Sur ces entrefaites, Maigret renoue avec un policier américain, O'Brien, qu'il a connu autrefois à Paris et qui, au cours de conversations fort détendues, lui fait part de certaines choses qu'il connaît par ouï-dire. De fil en aiguille, Maigret apprendra ainsi que Little John (c'est ainsi qu'on appelle John Maura, le père de Jean) s'est installé vers 22 ans à New York, venant de Bayonne, qu'il était accompagné d'un ami, Joseph Daumale, musicien comme lui, qu'il a vécu dans le quartier pauvre du Bronx et que son secrétaire actuel est né de père et mère inconnus.
Jean Maura reparaît. Il revoit son père et pourra repartir rassuré pour la France. La mission de Maigret semble terminée, avec le chèque promis de 2000 dollars. Maigret cependant, grâce à O'Brien, veut en savoir davantage sur le tandem Maura-Daumale. Ce dernier est rentré en France ; il y est devenu chef d'orchestre et habite La Bourboule. Maigret ne résiste pas à l'envie de lui téléphoner de New York, en présence de John Maura, de Mac Gill et de Parson, un journaliste habitué des bars que le commissaire a rencontré. Et c'est alors la révélation d'un drame soupçonné par Maigret.
À l'époque de leurs débuts à New York, Maura et Daumale habitaient avec Jessie, l'amie de Maura. Pendant une absence de dix mois de ce dernier, Daumale avait pris sa place. Peu avant son retour, Jessie avait mis au monde un garçon qui fut confié aussitôt à l'Assistance. Maura n'aurait sans doute jamais eu vent de la liaison s'il n'avait découvert une facture de sage-femme : ne pouvant imaginer que l'enfant était bien de lui et fou de rage, il a tué Jessie.
Or, le journaliste, qui est allé naguère en France, y a rencontré Daumale : celui-ci, sous l'effet de la boisson, l'a mis au courant de son passé américain. L'enfant de l'Assistance n'est autre que Mac Gill, qui porte le nom écossais de la femme qui l'a élevé. Little John, marié puis divorcé, a reporté sur son fils Jean la tendresse qu'il entendait refuser à l'enfant de Jessie, lequel disparut de la circulation vers sa vingtième année.
Le journaliste Parson connaissait des gangsters capables de tirer parti des renseignements qu'il avait rapportés de France. C'étaient eux qui inquiétaient John Maura et le faisaient chanter ; eux qui avaient kidnappé son fils Jean Maura pour deux jours ; eux qui avaient fait suivre Maigret ; eux qui, enfin, allaient supprimer le journaliste que son ivresse rendait bavard.
Maigret apprendra leur arrestation sur le paquebot qui le ramène en France, avant de s'interroger lui-même : après tout, qu'est-il allé faire à New York ?

## Aspects particuliers du roman
La venue de Maigret, en contribuant à mettre au jour des faits cachés, dérange une entreprise de gangstérisme. On note, chemin faisant, les réactions quelque peu agacées du Français moyen au contact de la vie américaine.
On notera aussi que pour Maigret, le salaud, c'est Joseph Daumale, et non Little John, qui est pourtant l'assassin - et qui ne sera pas inquiété.

## Personnages
- Joachim Maura, dit « John Maura » (surnommé « Little John » à cause de sa taille) : Français devenu Américain. Homme d’affaires. Divorcé, deux fils. La cinquantaine.
- Jean Maura : Français, fils de John, étudiant en droit, 19 ans.
- Jos Mac Gill : Américain, fils naturel de John, et son secrétaire (depuis six mois au début du récit), 28 ans.
- O’Brien : Capitaine de la police fédérale américaine.
- Jim Parson : journaliste américain.

## Éditions
- Prépublication en feuilleton dans le quotidien L'Aurore du 25 juin au 7 août 1946
- Édition originale : Presses de la Cité, 1947
- Livre de Poche n° 14242, 2002  (ISBN 978-2-253-14242-3)
- Tout Simenon, tome 1, Omnibus, 2002  (ISBN 978-2-258-06042-5)
- Tout Maigret, tome 4, Omnibus, 2019  (ISBN 978-2-258-15045-4)

## Adaptation
- Maigret à New-York, téléfilm français de Stéphane Bertin, avec Jean Richard et Raymond Pellegrin, diffusé en 1990.

## Source bibliographique
- Maurice Piron, Michel Lemoine, L'Univers de Simenon, guide des romans et nouvelles (1931-1972) de Georges Simenon, Presses de la Cité, 1983, p. 306-307  (ISBN 978-2-258-01152-6)